# Běleč, Brno-venkov
Běleč là một làng thuộc huyện Brno-venkov, vùng Jihomoravský, Cộng hòa Séc.